# Ovesné Kladruby
Ovesné Kladruby (deutsch Habakladrau, früher auch Kladrau) ist eine Gemeinde in Tschechien. Das Dorf liegt fünf Kilometer östlich von Mariánské Lázně und gehört zum Okres Cheb.

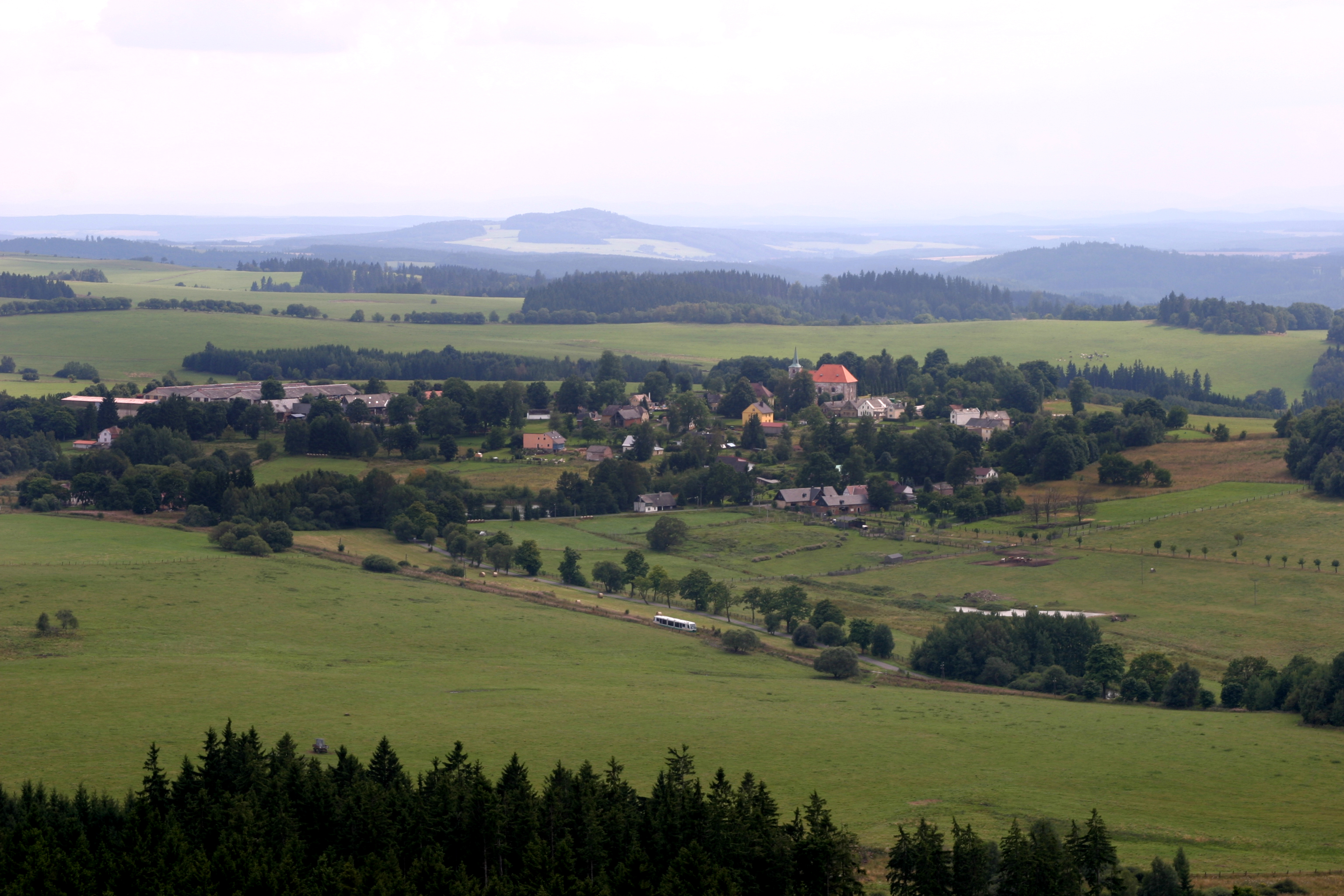
Blick vom Podhorn-Berg auf Ovesné Kladruby

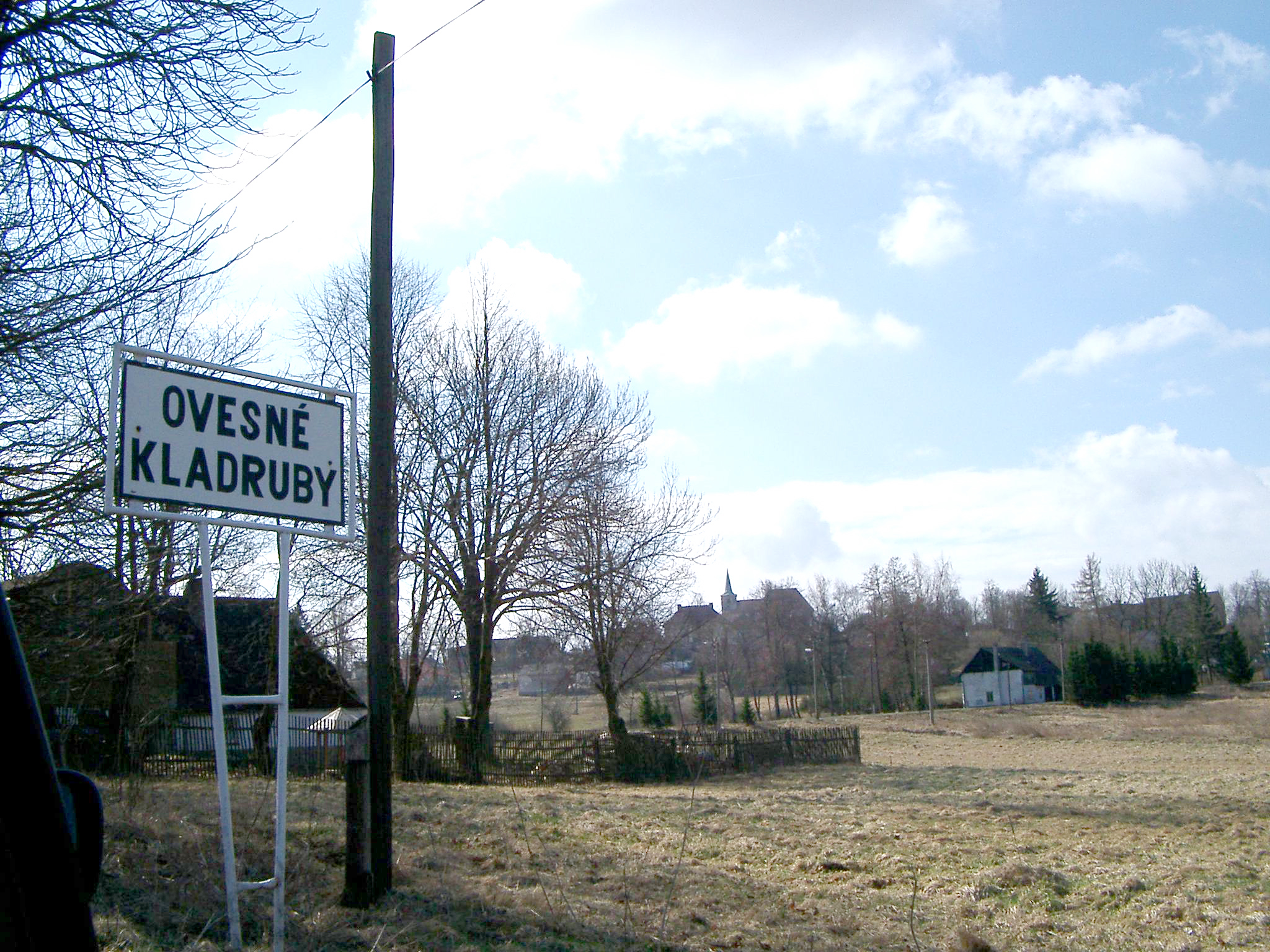
Das alte Ortsschild mit Blick auf das Dorf

## Geographie

### Geographische Lage
Ovesné Kladruby befindet sich südlich des Kaiserwaldes im Tepler Hochland. Nordwestlich erhebt sich der 847 m hohe Podhorní vrch, dessen Umgebung bereits von Johann Wolfgang von Goethe geognostisch beschrieben wurde. Im Nordosten liegt die von der Teplá gespeiste Trinkwassertalsperre Podhora.

### Gemeindegliederung
Für die Gemeinde Ovesné Kladruby sind keine Ortsteile ausgewiesen. Grundsiedlungseinheiten sind Ovesné Kladruby (Habakladrau) und Vysočany (Wischezahn).
Das Gemeindegebiet gliedert sich in die Katastralbezirke Ovesné Kladruby und Vysočany u Ovesných Kladrub.

### Nachbarorte
Nachbarorte sind Horní Kramolín im Nordosten, Mrázov im Osten, Bezvěrov im Südosten, Výškovice und Pístov im Süden, Martinov im Südwesten, Vlkovice und Milhostov im Westen sowie Zádub und Závišín im Nordwesten.

## Geschichte
Seit 1242 befand sich in dem Ort eine Pfarrstation für die umliegenden Dörfer. Erstmals urkundlich ist die Existenz des zum Besitz des Klosters Tepl gehörigen Dorfes Avenatika Cladruna (von lat. avena = Hafer; vergleiche auch tschechisch oves = Hafer; klady robote = Stämme fällen, Holzfällerdorf, s. Kladrau) 1273 belegt. Seit 1363 bestand der Kirchsprengel Habakladrau, der aus den Dörfern Habakladrau, Abaschin, Hohendorf, Müllestau, Wischezahn und Wischkowitz bestand.
Das Kloster verlieh dem Dorf mehrere Privilegien, darunter die Vererbbarkeit der Besitzungen nach deutschem Recht, das Braurecht und die Niedere Gerichtsbarkeit. Am 25. April 1611 vernichtete ein Großbrand einen Teil des Ortes mit der Kirche; im selben Jahre starben innerhalb von vier Monaten 130 Einwohner an der Pest. Im 17. Jahrhundert bestanden Absichten, den Status eines Marktes, Fleckens oder gar Stadtrechte zu erlangen. 1717 entzog das Kloster dem Ort das Recht zum freien Erbfall der Höfe.
Nach der Ablösung der Patrimonialherrschaften wurde Habakladrau 1849 Teil des politischen Bezirkes Tepl. 1882 bestand der Ort aus 73 Häusern, in denen 501 Einwohner lebten. Mit der Einrichtung des  Gerichtsbezirks Marienbad im Jahre 1888 gehörte Habakladrau zu diesem. Durch den Bau der Nebenbahn Marienbad–Karlsbad erhielt der Ort 1898 einen Eisenbahnanschluss.
Nach dem Münchner Abkommen wurde der Ort dem Deutschen Reich zugeschlagen und gehörte bis 1945 zum Landkreis Marienbad.
Nach dem Zweiten Weltkrieg wurde die deutschböhmische Bevölkerung vertrieben. In der Folge kam es zum verstärkten Zuzug von Tschechen aus dem Landesinneren, Slowaken, Repatrianten und Roma.
1960 erfolgte die Eingemeindung nach Mariánské Lázně; seit dem 24. November 1990 ist Ovesné Kladruby wieder eine selbstständige Gemeinde.

## Sehenswürdigkeiten
- Pfarrkirche St. Laurentius, erbaut 1746 bis 1748 anstelle der nach dem Brand von 1611 bestehenden Ruine

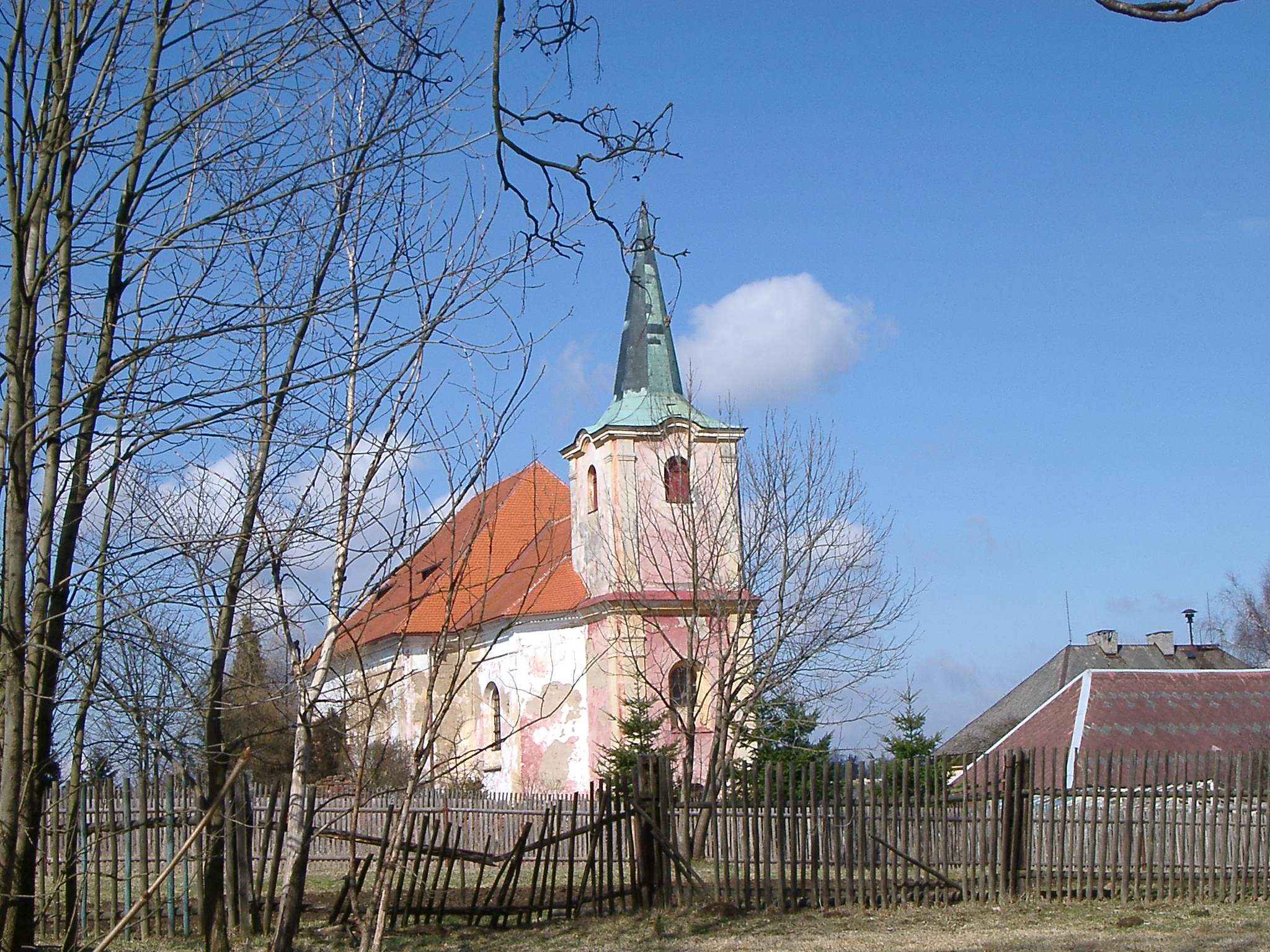
Kirche St. Laurentius

- Pfarrhaus, errichtet 1830

- Der alte Bahnhof des Ortes